# 제9회 부산국제영화제
제9회 부산국제영화제는 2004년 10월 2일부터 2004년 10월 10일까지 열린 영화제이다. 부산 해운대, 남포동에서 개최되었으며 사회자는 안성기, 이영애, 김태우, 배종옥이다.

## 수상

### 뉴 커런츠상
- 여자, 정혜 - 이윤기 수상

### 선재상
- 금붕어 - 박신우 수상
- 단속평형 - 손광주 수상

### 운파상
- 사람은 무엇으로 사는가 - 이경순 수상

### 넷팩상 (아시아영화진흥기구상)
- 빈 집 - 김기덕 수상

### 국제영화평론가 협회상
- 비누극 - 우얼샨 수상

### PSB 영화상
- 서바이브 스타일 5+ - 세키구치 겐 수상

### 올해의 아시아 영화인상
- 허우 샤오시엔 수상

### 한국영화공로상
- 야노 카즈유키 수상
- 필립 쉐어 수상

### NDIF
- 국민체조 - 이원석 수상